# M60 (súng máy)
M60 là loại súng máy hạng trung của Hoa Kỳ, bắn loại đạn 7.62×51mm NATO.
Được đưa vào từ năm 1957, nó là súng máy rất phổ biến, từng có trong trang bị tiêu chuẩn của Quân đội Hoa Kỳ và quân đội các nước khác. M60 là khẩu súng khá tốt và có độ tin cậy khá cao, tuy nhiên so với đối thủ là súng máy PK của Liên Xô thì nó có một số nhược điểm: nặng hơn (10,5 kg so với 7,5-9 kg), tốc độ bắn chậm hơn (600 phát/phút so với 800 phát/phút). M60 sử dụng dây đạn tự rã (bắn tới viên đạn nào thì khớp nối trên dây đạn sẽ rã theo tới đó) dẫn tới lãng phí dây đạn, trong khi PK sử dụng dây đạn không rã để có thể tái sử dụng.
M60 tiếp tục được sản xuất và cải tiến cho mục đích quân sự và mục đích thương mại trong thế kỷ XXI, mặc dù tại một số nước nó đã bị thay thế bởi một số thiết kế mới hơn như M240 và IMI Negev.

## Biến thể
- T161
- M60
- M60E1
- M60E2
- M60B
- M60C
- M60D
- M60E3
- M60E4 (Mk 43 Mod 0/1)

## Đặc tính kỹ thuật
- Khối lượng: 10,5 kg
- Chiều dài: 1077 mm
- Cỡ nòng: 7,62 mm
- Cỡ đạn: 7.62 × 51 mm NATO

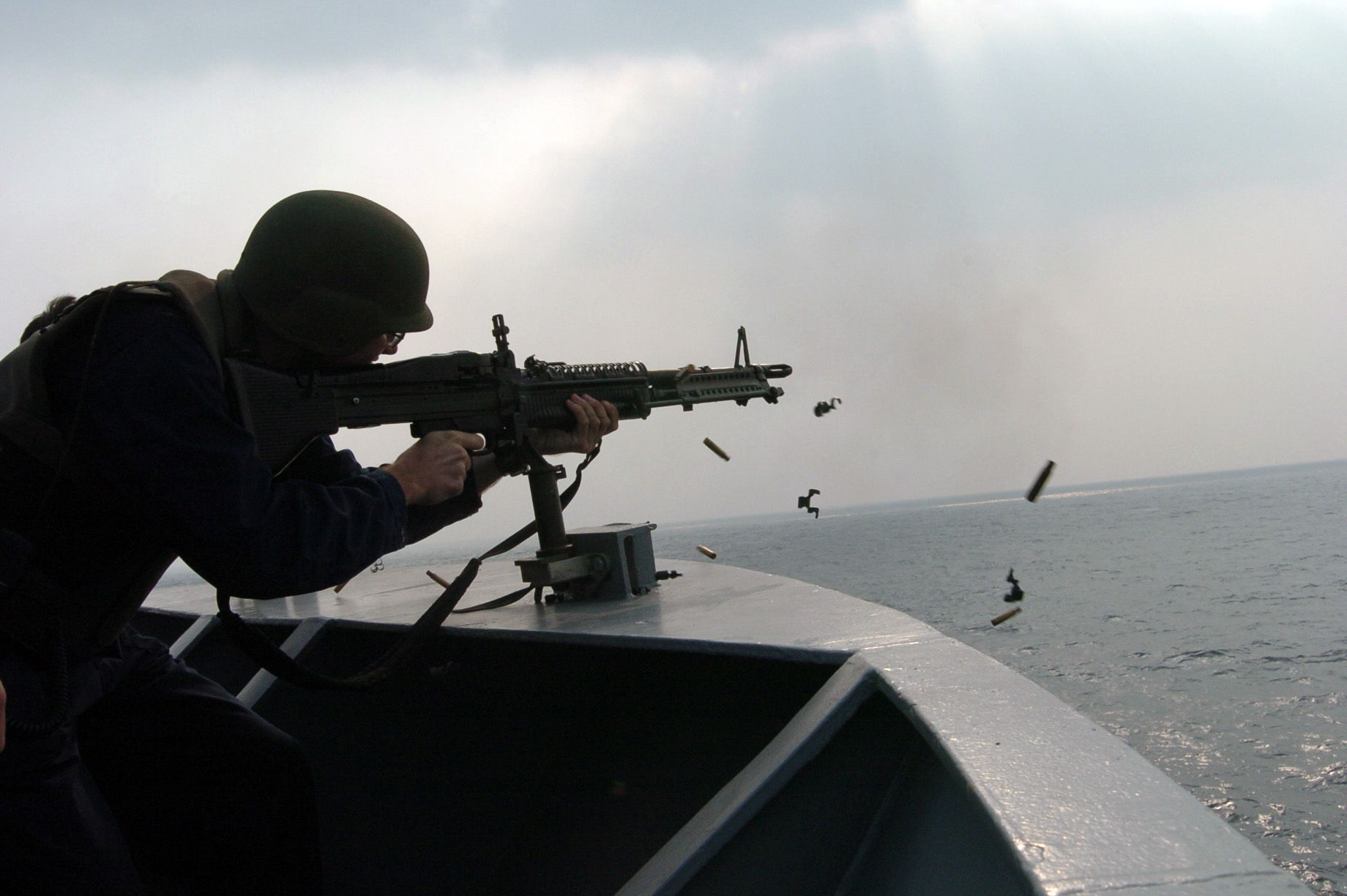
Súng máy M60 bắn trên tàu tập trận (tháng 11 năm 2004)

- Hộp đạn: 100 viên với dây đạn tự rã M13
- Tốc độ bắn: 600 viên/phút
- Vận tốc đầu đạn: 853 m/s
- Tầm bắn hiệu quả: 1100 m
- Tầm bắn lớn nhất: 3725 m

### Các liên kết Video
- Nazarian`s Gun`s Recognition Guide (FILM) M60 Presentation (.MPEG)
- Video of the M60E4 machine gun on the range[liên kết hỏng]
- Video of skeptical evaluators testing the claimed capabilities of the M60E4. Lưu trữ ngày 24 tháng 6 năm 2006 tại Wayback Machine